# Cantón de Carrillo
Cantón de Carrillo är en kanton i Costa Rica.   Den ligger i provinsen Guanacaste, i den västra delen av landet, 170 km väster om huvudstaden San José.